# ŁTSG Łódź
El ŁTSG Łódź fue un equipo de fútbol de Polonia que jugó en la Ekstraklasa, la primera división nacional.

## Historia
Fue fundado en diciembre de 1908 en la ciudad de Lodz por la minoría alemana de la ciudad que decidió fusionar al ŁTG Achilles (fundada en 1907) y ŁTG Jahn (fundada en 1909). Como consecuencia de las decisiones de las autoridades zaristas, la Sociedad suspendió sus actividades en agosto de 1914, que se reanudaron oficialmente unos meses después del final de la Primera Guerra Mundial en febrero de 1919. En 1920, el estado de la LTSG, continuador de la LTSV, enfocada a la promoción de la gimnasia y el fútbol.
El equipo de fútbol ŁTSG fue uno de los más fuertes en la ciudad de Łódź en el periodo de entreguerras, ocupando los primeros lugares en los campeonatos de la ciudad y las competiciones de clase A de Łódź. Los intentos en 1927 y 1928 no tuvieron éxito, pero en 1929 logró un ascenso histórico. El equipo jugó una temporada en la Ekstraklasa. Hizo 12 puntos donde ganó 3 partidos, empató 6 y perdió 13. Marcó 25 goles y concedió 67. Después del descenso, jugó cuatro temporadas más en su intento de regresar a la liga superior, pero nunca lo consiguió.
Tras el estallido de la Segunda Guerra Mundial, la LTSG pasó a llamarse LSTV, y en marzo de 1940 apareció con el nombre TSG Litzmannstadt. Con el final de la guerra, el club dejó de existir.

## Palmarés
- Klase A: 1

1929

## Jugadores

### Jugadores destacados
- August Milde